# Phyllocnistis liriodendronella
Phyllocnistis liriodendronella là một loài bướm đêm thuộc họ Gracillariidae, known from Hoa Kỳ (New York, New Jersey, Maryland, Pennsylvania, Kentucky). Ấu trùng ăn Liriodendron tulipifera, Magnolia glauca, Magnolia grandiflora, và Magnolia virginiana. Chúng ăn lá nơi chúng làm tổ.